# فروپاشی اتحاد جماهیر شوروی
اتحاد جماهیر شوروی (USSR)، در ۲۶ دسامبر ۱۹۹۱، توسط اعلامیهٔ شمارهٔ ان-۱۴۲ شورای جمهوری‌های شورای عالی اتحاد جماهیر شوروی، منحل شد و رسماً انحلال اتحاد جماهیر شوروی به عنوان یک کشور مستقل و موضوع حقوق بین‌الملل را ایجاد کرد. این رویداد مهم به تلاش دولت فدرال اتحاد جماهیر شوروی و دبیرکل (همچنین رئیس‌جمهور)، میخائیل گورباچف، برای اصلاح نظام سیاسی و اقتصادی شوروی، در تلاش برای توقف دوره بن‌بست سیاسی و عقب‌نشینی اقتصادی، پایان داد. اتحاد جماهیر شوروی، رکود داخلی و جدایی طلبی قومی را تجربه کرده بود. اگرچه این کشور تا سال‌های پایانی خود، بسیار متمرکز بود، اما از ۱۵ جمهوری در سطح بالا، تشکیل شده بود که به عنوان وطن، برای اقوام مختلف خدمت می‌کردند. در اواخر سال ۱۹۹۱، در بحبوحه یک بحران سیاسی فاجعه بار، با خروج چندین جمهوری از اتحادیه و کاهش قدرت متمرکز، رهبران سه عضو بنیانگذار آن، جمهوری‌های سوسیالیستی روسیه، بلاروس و اوکراین، اعلام کردند که اتحاد جماهیر شوروی، دیگر وجود ندارد. مدت کوتاهی پس از آن، هشت جمهوری دیگر، به اعلامیه آنها پیوستند. گورباچف در ۲۵ دسامبر ۱۹۹۱، استعفا داد و در آن‌چه که از پارلمان شوروی باقی مانده بود، رای به پایان کار خود داد.

## علت‌ها

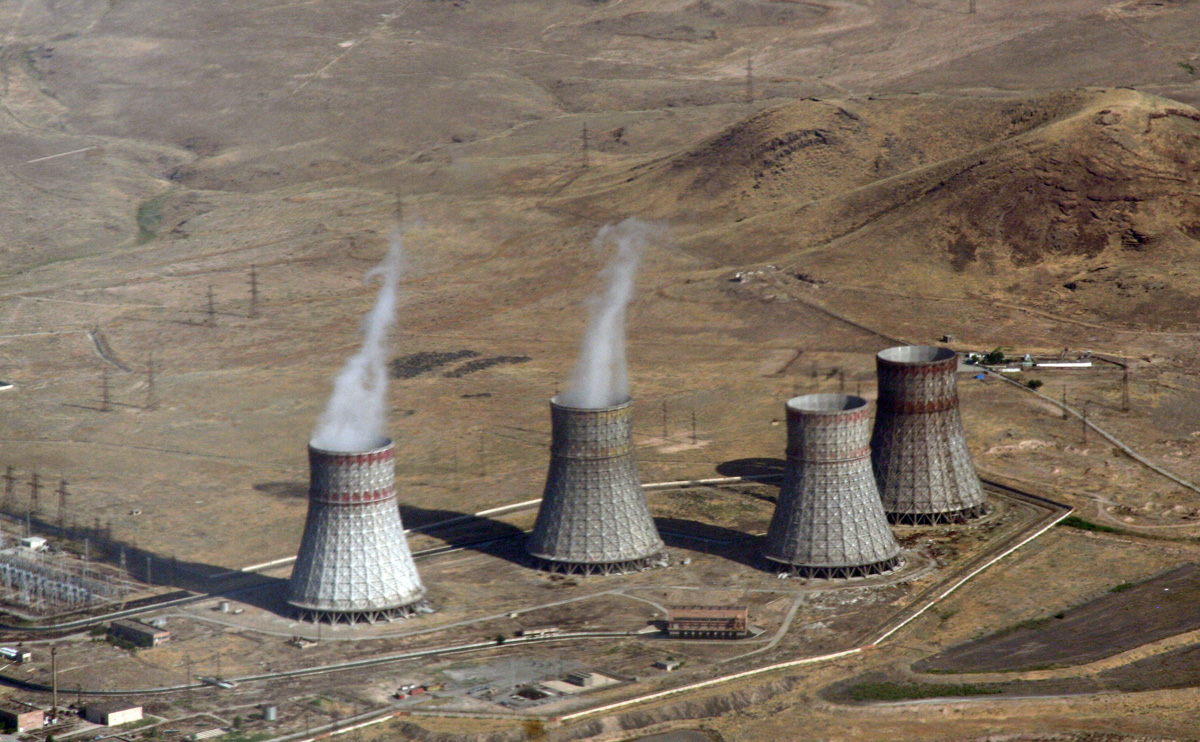
جرقه نخستین اعتراضات، از تأثیرات زیست‌محیطی نیروگاه هسته‌ای متسامور در ایروان پدید آمد

در پایان جنگ جهانی اول، امپراتوری عثمانی، امپراتوری آلمان و امپراتوری روسیه از هم فروپاشیدند و اروپای شرقی و نواحی اروپا-آسیا را با درگیری بین‌الملل رقیب (با مطالبات رقابتی خود) به حال خود رها نمودند. پس از این رخدادها، این تنها امپراتوری روسیه بود که مجدداً تحت رهبری بلشویک‌ها بازسازی شد. ژوزف استالین از طریق صنعتی‌سازی و حمله به آلمان در جریان جنگ جهانی دوم، این کشور را به یک ابرقدرت رقیب برای ایالات متحده تبدیل نمود. درحالی که روسیه به عنوان یک ابرقدرت حفظ می‌شد، توسط حزب کمونیست اتحاد شوروی بیشتر از خاندان تزاری به صورت یکپارچه باقی می‌ماند.
اقتصاد حاکم تدریجاً ثابت کرد که کمتر می‌تواند، بر فناوری‌های آتی صنعتی و نیازهای طبقهٔ میانی جدید صنعتی و دیوان‌سالاری خوب جاافتادهٔ حاصل از آموزش آن فائق آید. برنامه بازسازی پرسترویکا گورباچف، حاکی از واسازی اقتصادی بود و سیاست (باز) گلاسنوست وی به‌طور سطحی اجازه می‌داد نوعی بیگانگی نژادی و ملی پدید آید. زمانی که گورباچف درصدد اصلاحات در حزب برآمد. او پیوندهای میان کشور و اتحاد شوروی را سست نمود.
در دهه ۱۹۸۰، دو رویداد ۱) استهلاک فزاینده و علنی ساختارهای اقتصادی و سیاسی اتحاد جماهیر شوروی سوسیالیستی و ۲) تلاش‌ها برای ترمیم و انجام اصلاحات برای بازگرداندن این فرایند در شوروی پدید آمدند. پس از جایگزینی سریع یوری آندروپوف و کنستانتین چرنینکو (شخصیت‌های انتقالی با تفکر و شیوه حکومت مشابه لئونید برژنف) میخائیل گورباچف که نسبتاً جوان و پرانرژی بود؛ تغییرات چشمگیری را در اقتصاد و رهبری حزب کمونیست اتحاد شوروی انجام داد. برنامه گلاسنوست وی، دستیابی عمومی به اطلاعات را پس از دهه‌ها فشار دولتی آزاد نمود. اما گورباچف تا سال ۱۹۹۱ نتوانست بحران سازمان یافته را در نظام شوروی مورد مدیریت کند. در این زمان، کودتای ۱۹۹۱ شوروی که توسط مأموران داخلی حکومت ضعف موقعیت سیاسی میخائیل گورباچف را نشان داد، پایان نظام اتحاد شوروی قابل مشاهده بود.

## پیدایش جمهوری روسیه در اتحاد شوروی

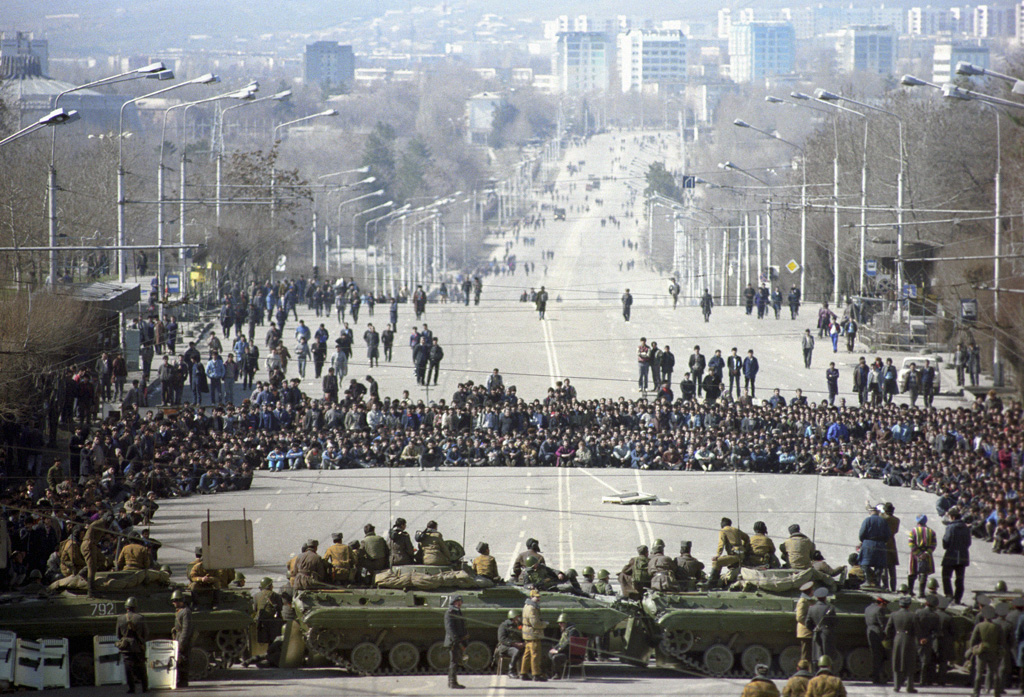
اعتراض مردم تاجیکستان به حضور نیروهای شوروی، دوشنبه

به علت موقعیت غالب روس‌ها در اتحاد شوروی، در بیشتر موارد، کمتر تفاوتی میان روسیه و اتحاد شوروی در اواخر دهه ۱۹۸۰ قائل می‌شدند. اما حقیقت آن است که رژیم تحت سلطه روس‌ها به مفهوم آن نبوده که روس‌های جمهوری شوروی فدراتیو سوسیالیستی روسیه ضرورتاً از این نوع آرایش (حکومتی) برخوردار بوده‌اند. در اتحاد شوروی، روسیه حتی از حداقل ابزار قرار گرفتن به عنوان ایالت، محروم بود. ابزارهایی همچون شاخه حزب کمونیست در سطح کاگ‌ب، شورای اتحادیه تجاری و دانشکده علوم که دیگر جمهوری‌ها از آن برخوردار بودند. دلیل این موضوع این است که وجود شاخه‌های روسی در این سازمان‌ها برای جمهوری فدراتیو سوسیالیستی روسیه، امکان تهدید قدرت ساختارهای اتحاد شوروی را افزایش می‌داد.
در اواخر دهه ۱۹۸۰، گورباچف اهمیت جمهوری سوسیالیست فدراتیو روسیه شوروی را کم برآورد نمود که به عنوان پایه دوم قدرت رقیب برای اتحاد شوروی محسوب می‌شد. نوعی واکنش شدید ملی‌گرایانه روسی، توسط برخی از روس‌ها با اظهار این مطلب مطرح شد که روسیه مدت زیادی بوده که از طریق دادن یارانه نفت خام ارزان موجب فقیرتر شدن جمهوری‌ها شده است. به عنوان مثال تقاضاهای مربوط به موسسات داخل روسیه افزایش می‌یافت که این به دلیل برابری بین جمهوری روسیه و اتحاد شوروی منجر به کاهش توسعه می‌گردید. هم‌زمان با این که ملی‌گرایی در اواخر دهه ۱۹۸۰ طنین انداز می‌شد، تنش میان آنهایی که می‌خواستند اتحادیه تحت سلطه روسیه را یکپارچه نگهدارند و گروهی که خواهان ایجاد کشور قدرتمند روسیه بودند، تشدید شد.
این تنش در مبارزه قدرت بین گورباچف و بوریس یلتسین تجسم پیدا کرد. یلتسین با خارج شدن گورباچف از سیاست‌های اتحاد شوروی در سال ۱۹۸۷، به عنوان رئیس یک حزب بدون هیچگونه سوابق یا روابط مخالف، به یک خط مشی حزبی برای مقابله با گورباچف نیاز داشت. او آن را از طریق حضور خود، هم به عنوان یک ملی‌گرای روسی و هم به صورت یک دموکرات متعهد ثابت نمود. در یک موقعیت رو کردن اقبال به وی، او در انتخابات به عنوان رئیس شورای عالی جدید جمهوری روسیه در ماه مه ۱۹۹۰ برگزیده شد و عملاً به‌طور مستقیم اولین رئیس‌جمهور منتخب روسیه گردید. در ماه بعد، به او اختیار داده شد تا قوانینی را مقدم بر قوانین اولیه روسیه وضع نماید و دو سوم بودجه را نیز کسر کند.

## کودتای ۱۹ اوت ۱۹۹۱

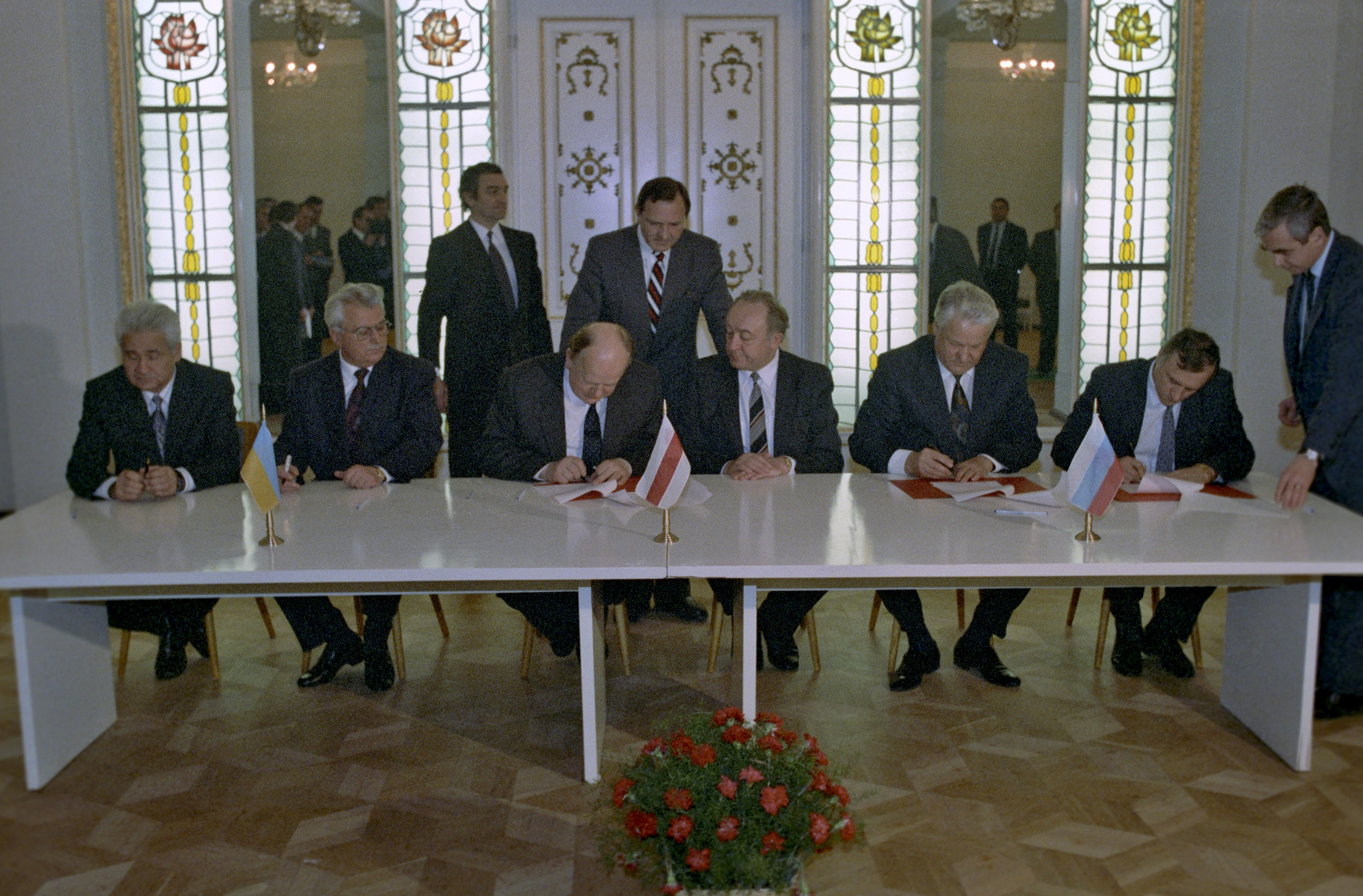
امضای پیمان پیدایش کشورهای مستقل همسود توسط بوریس یلتسین (نفر دوم از راست)، لئونید کراوچوک (نفر دوم از چپ) و استانیسلاو شوشکویچ (نفر سوم از چپ) در هشتم دسامبر ۱۹۹۱

در کودتای اوت هشت عضو بلندپایه حزب کمونیست از جمله رئیس کاگ‌ب، ضمن برکناری میخائیل گورباچف از رهبری اتحاد جماهیر شوروی، کمیته اضطراری کشور را تشکیل دادند. گورباچف، در یک خانه ییلاقی در ساحل دریای سیاه در بازداشت خانگی قرار گرفت. تانک‌ها به خیابان‌های مسکو سرازیر شدند. طرفداران دموکراسی در اطراف کاخ کرملین - محل اقامت بوریس یلتسین، اولین رئیس‌جمهور روسیه، سنگربندی کردند. پس از سه روز رویارویی، کمیته اضطراری، شکست را پذیرفت.
توطئه کودتای اوت ۱۹۹۱ توسط متعصبین کمونیست، با کمک یلتسین نقش برآب شد. طراحان کودتا می‌خواستند حزب کمونیست و اتحاد شوروی را حفظ کنند، ولی در عوض در جهت نابودی هردو کوشیدند.

## فروپاشی اتحاد جماهیر شوروی

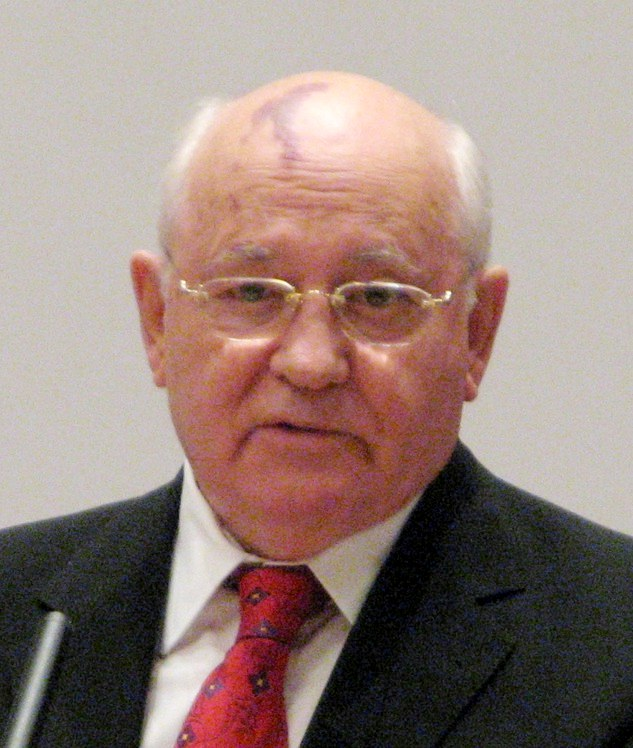
گورباچف، رقیب قدیمی خود و اولین رئیس‌جمهوری پس از دوران شوروی سابق، بوریس یلتسین را به از هم پاشاندن شوروی به منظور ارتقای منافع شخصی خود متهم نمود.

در پایان سال ۱۹۹۱، بزرگ‌ترین مشکل گورباچف، جنبش‌های استقلال‌طلبانه در تعدادی از جمهوری‌های شوروی بود. ادامه حیات شوروی، بدون جمهوری‌های کشورهای حوزه دریای بالتیک یعنی استونی، لتونی، لیتوانی ممکن اما بدون اوکراین یا روسیه غیرممکن بود. نخستین شکاف در اتحاد جمهوری‌های پانزده‌گانه شوروی در مارس ۱۹۹۰ با اعلام استقلال سه جمهوری لیتوانی، استونی و لتونی پدیدار شد. اتحاد جماهیر شوروی پس از استقلال این سه جمهوری کوچک می‌توانست پابرجا بماند اما شکاف بزرگ در بنیان اتحاد شوروی که به فروپاشی آن منجر شد، از تحولات داخلی بزرگ‌ترین جمهوری این اتحاد؛ یعنی روسیه آغاز گردید و آغازگر این حرکت کسی نبود جز یکی از یاران سابق گورباچف؛ بوریس یلتسین.
در هشتم دسامبر ۱۹۹۱ در یک دیدار پنهانی، بوریس یلتسین، رئیس‌جمهور جمهوری شوروی فدراتیو سوسیالیستی روسیه، لئونید کراوچوک، رئیس‌جمهور جمهوری سوسیالیستی شوروی اوکراین و استانیسلاو شوشکویچ، رئیس‌جمهور جمهوری سوسیالیستی بلاروس شوروی در اقامتگاه بسیار مجللی که برای پذیرایی از مقامات رسمی سطح بالا در جنگل‌های بلاروس بنا نهاده شده بود با یکدیگر دیدار و پیمانی را امضا کردند که بر اساس آن کشورهای مستقل مشترک‌المنافع پدید آمدند و روسیه خود را به عنوان جانشین اتحاد جماهیر شوروی معرفی کرد.
در بیست و پنجم دسامبر، میخائیل گورباچف از سمت خود کناره‌گیری کرد و اتحاد شوروی به‌طور رسمی در ۲۵ دسامبر ۱۹۹۱ از هم پاشیده شد. یک روز پس از آن، پارلمان اتحاد جماهیر شوروی اعلامیه انحلال این کشور را تصویب کرد.
آخرین اقدام انتقال قدرت از اتحاد شوروی به روسیه با انتقال کیف‌های (اسناد) مربوط به کدهایی بود که اطلاعات مربوط به جنگ‌افزار هسته‌ای این کشور را از گورباچف به یلتسین منتقل می‌ساخت.

## پس از فروپاشی

### فدراسیون روسیه
تا اواسط دهه ۱۹۹۰، روسیه دارای یک نظام سیاسی منتخب چند حزبی بود. اما ایجاد یک دولت منتخب به دلیل دو مشکل ساختاری (مبارزه بین رئیس‌جمهور و پارلمان و نظام پرهرج و مرج حزبی) دشوار بود. اما یلتسین به این دلیل که خود را به عنوان یک دموکرات برای تضعیف گورباچف مطرح نموده بود و درک وی از مقام ریاست جمهوری، بیشتر، جنبه خودکامگی داشت از سوی جهان خارج مورد تحسین قرار گرفت. او بدون توجه به آراء پارلمان، (تا ژوئن ۱۹۹۲) یا از سوی خود نخست‌وزیر تعیین می‌نمود یا افراد مورد نظر خود را انتخاب می‌کرد.

### انحلال مجلس روسیه
فراوانی احزاب کوچک و تنفر آن‌ها نسبت به برقراری اتحادهای یکپارچه موجب آشفتگی در بخش قانونگذاری شده بود. فاصله‌گیری یلتسین از رهبری پارلمانی منجر به بحران قانونگذاری سپتامبر- اکتبر ۱۹۹۳ گردید.
جنگ قدرت میان بوریس یلتسین، رئیس‌جمهوری، و پارلمان که اعضایش در زمان اتحاد جماهیر شوروی انتخاب شده بودند بالا گرفت و موجب ایجاد بحران قانون اساسی در این کشور شد. یلتسین فرمان انحلال پارلمان را امضا کرد. در سوم اکتبر شماری از نمایندگان پارلمان با پشتیبانی شبه نظامیان مسلح، ساختمان‌های دولتی را در مسکو مورد حمله قرار داده و قصد داشتند ساختمان تلویزیون را تصرف کنند. فردای آن روز تانک‌ها ساختمان پارلمان را گلوله‌باران کردند و ده‌ها نفر کشته شدند.
بحران در ۳ اکتبر به اوج خود رسید، زمانی که یلتسین راه حلی رادیکال (افراطی) را برای حل و فصل مشاجراتش با پارلمان برگزید: او دستور داد تانک‌ها اطراف کاخ سفید روسیه را محاصره نموده و به سوی مخالفان شلیک کنند.

### نتیجه انحلال
| - ۱. ارمنستان - ۲. جمهوری آذربایجان - ۳. بلاروس - ۴. استونی |  | - ۵. گرجستان - ۶. قزاقستان - ۷. قرقیزستان - ۸. لتونی |  | - ۹. لیتوانی - ۱۰. مولداوی - ۱۱. روسیه - ۱۲. تاجیکستان |  | - ۱۳. ترکمنستان - ۱۴. اوکراین - ۱۵. ازبکستان |  |

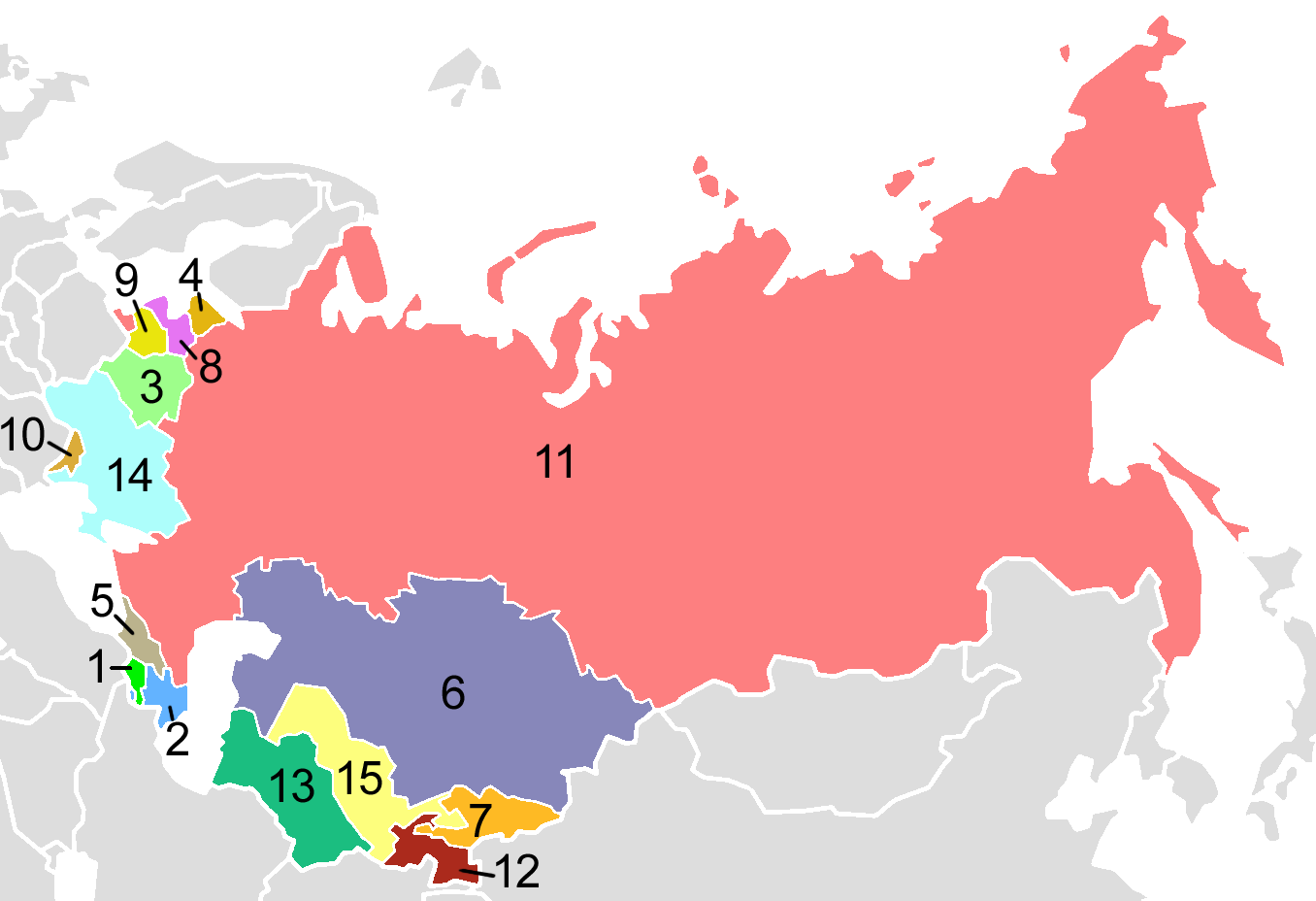
کشورهای پساشوروی

از آنجایی که یلتسین یک گام غیرقانونی در جهت انحلال مجلس برداشته بود، روسیه بیش از هر زمان دیگری، از دوره انقلاب ۱۹۱۷ به این سو، خود به درگیری جدی داخلی نزدیک شده بود. سپس یلتسین این آزادی را یافت تا قانون خود را با استفاده از اختیارات ریاست جمهوری تحمیل نماید که از طریق همه‌پرسی در دسامبر ۱۹۹۳ به تصویب رسید.
اما رای‌گیری ماه دسامبر دستاوردهای بارزی را برای کمونیست‌ها و ملی گرایان نیز به دنبال داشت، و دلسردی فزاینده‌ای را نسبت به هزینه‌های مربوط به اصلاحات اقتصادی نئولیبرال نشان می‌داد.

### کارکرد یلتسین
اگرچه یلتسین بر روی موجی از خوش‌بینی به قدرت رسید، اما هرگز محبوبیت خود را بازنیافت. پس از تأیید شوک درمانی ایگور گایدر در کنترل قیمت‌ها در پایان دوره شوروی، کاهش‌های شدید هزینه‌های دولتی و نظام تجارت خارجی باز در اوایل سال ۱۹۹۲ اصلاح اقتصاد روسیه در دهه ۱۹۹۰، اصلاحات، فوراً استانداردهای زندگی را در بخش عمده‌ای از جمعیت تخریب نمود. به خصوص گروه‌هایی که از منافع حاصل از هزینه‌ها و قیمت‌های کنترل شده دوران اتحاد شوروی سابق، یارانه‌های دولتی و برنامه‌های استحقاقی رفاهی برخوردار شده بودند. در دهه ۱۹۹۰، روسیه متحمل رکود اقتصادی به مراتب شدیدتر از آن شده بود که ۶ دهه پیش ایالات متحده یا آلمان در دوران رکود شدید اقتصادی به آن دچار شده بودند.
اصلاحات اقتصادی موجب انسجام یک نوع جرگه سالاری نیمه جنائی شد که در نظام سابق شوروی ریشه داشت. بنا بر اظهارات دولت‌های غربی، بانک جهانی و صندوق بین‌المللی پول، روسیه به گسترده‌ترین و سریعترین عملیات خصوصی‌سازی دست زده بود که تاکنون جهان به خود دیده است. تا اواسط این دهه، خرده‌فروشی، تجارت، خدمات و بنگاه‌های کوچک و متوسط در دستان بخش خصوصی بودند. بیشتر شرکت‌های بزرگ که دردست مدیران سابق خود قرار داشتند، یک نوع جرگه‌های روسی جدید ثروتمند به اتفاق گروه‌های مافیایی جنایتکار یا سرمایه گذاران غربی تشکیل می‌دادند.
در پایین این مجموعه، بسیاری از کارگران در اثر تورم و بیکاری، دچار فقر، فساد یا بزه می‌شدند. ضمناً، دولت مرکزی کنترل حوزه‌های جغرافیائی، دیوان‌سالاری و اقتصادی را از دست داده و درآمدهای مالیاتی ازبین می‌رفت. اما در رکود شدید اقتصادی اواسط دهه ۱۹۹۰، اقتصاد روسیه بیشتر از ورشکستگی اقتصادی سال ۱۹۹۸ آسیب دید.
با این وجود، به نظر می‌رسید که بازگشت به یک نظام اقتصادی سوسیالیست که می‌توانست جایگزین متداول در غرب بوده باشد، تقریباً غیرممکن است. اقتصاد روسیه نیز تاحدودی از سال ۱۹۹۹ به بعد بهبود یافته است که این مدیون افزایش قیمت جهانی نفت خام و گاز طبیعی بوده و با این که روسیه بیشترین صادرات را داشته است اما از سطح پرونده‌های دوران شوروی سابق فاصله دارد.

### ولادیمیر پوتین
پس از بحران مالی سال ۱۹۹۸، یلتسین در پایان دوره زمامداری سیاسی خود قرار گرفت. درست چند ساعت پیش از آغاز اولین روز سال ۲۰۰۰، یلتسین در کمال شگفتی، استعفای خود را اعلام نمود و دولت را به دست نخست‌وزیر کمتر شناخته شده خود ولادیمیر پوتین سپرد که یک افسر سابق و جانشین رئیس کاگ‌ب پس از فروپاشی شوروی بود. در ۲۶ مارس سال ۲۰۰۰، رئیس‌جمهور تازه‌کار به سادگی رقبای خود را در انتخابات ریاست جمهوری شکست داد و در اولین دور رای‌گیری پیروز شد. در سال ۲۰۰۴، او ۷۱٪ آراء را به دست آورد و متحدین وی نیز در انتخابات پارلمانی پیروز شدند، اما بنا بر اظهارات ناظران بین‌المللی و داخلی آن را مخدوش اعلام کردند. ناظران بین‌المللی حتی نسبت به اقدامات اواخر سال ۲۰۰۴ بیشتر هشدار دادند که موجب تحکیم بیشتر نظارت ریاست جمهوری بر پارلمان، جامعه نظامی و صاحب منصبان منطقه‌ای می‌شد.